# 李澄
李 澄（り ちょう、733年 - 786年）は、唐代の軍人。本貫は遼東郡襄平県。

## 経歴
清江郡太守の李鎬の子として生まれた。武芸により偏将となり、将作監に試用され、江淮都統の李峘に属した。建中初年、検校太子賓客となり、御史中丞を兼ねて、永平軍節度使の李勉に属した。李勉が汴州に移ると、李澄はその推薦により滑州刺史となった。建中4年（783年）冬、李希烈が汴州を攻め落とすと、李勉は奉天に逃れ、李澄は城ごと李希烈に降って、李希烈の下で尚書令となり、永平軍節度使を兼ねた。
興元元年（784年）春、李澄はひそかに盧融を派遣し、間道から奉天に上表文を届けさせた。徳宗はこれを喜び、詔勅を蝋丸の中に隠して返信させた。李澄は刑部尚書を加えられ、汴州刺史・汴滑節度観察使を兼ねた。李澄はまだ唐に帰順することを秘密にしていたが、滑州の兵を集めて厳しく教練を加えさせた。李希烈は李澄の向背を疑い、養子600人を滑州に駐屯させ、異変に備えさせた。李希烈は寧陵攻略に苦戦し、李澄を迎えてその部下を率いて石柱に来させた。李澄は火を放って陣営を焼き、敗走を偽装した。李希烈につけられた600人を誘い出して捕らえると、その罪状を論告して全員を斬って李希烈に報告した。李希烈は李澄の所行を詰問することができなかった。李希烈はその部将の翟暉らに陳州へ進攻させたが、長らくしても帰ってこなかった。
10月、汴州の兵は少なくなり、李希烈は李澄を掣肘できなくなっていた。宦官の薛盈珍が節を持ってやってくると、李澄は検校兵部尚書を加えられ、武威郡王に封じられた。李澄は勢いに乗じて反乱軍の旌節を焼き、唐への帰順を公言した。11月、李希烈は李澄に離反され、また翟暉が大敗したと聞くと、蔡州に逃げ帰った。李澄は兵を率いて汴州を奪回しようとしたが、城北門に駐屯して、あえて進もうとしなかった。宣武軍節度使の劉洽の軍が城東門にいたると、反乱軍の将の田懐珍が城門を開いて劉洽を城内に入れた。翌日、李澄が城北から入ると、劉洽がすでに子城を占拠していた。李澄は浚儀県に宿営し、李澄と劉洽の両軍将士は、日ごとに対立を深めていた。たまたま鄭州の反乱軍の将である孫液が李澄と結ぼうとしたため、李澄はその子の李清を派遣させた。先立って、河陽節度使の李芃がその部将の雍顥を派遣して鄭州を攻めさせており、雍顥の攻略に孫液は最も激しく抵抗していた。李清がやってくると、孫液を受け入れた。雍顥は怒って孫液を攻め、李清は兵を率いて孫液を助け、城に登る者数十人を殺した。雍顥は撤退して、陽武を焼いて帰った。李澄が鄭州に赴くと、朝廷は李清を検校太子賓客に任じ、御史中丞を兼ねさせ、克寧と改名させた。
貞元元年（785年）3月、李澄は検校尚書左僕射・義成軍鄭滑許等州節度使を加えられた。貞元2年（786年）、死去した。享年は54。司空の位を追贈された。

## 伝記資料
- 『旧唐書』巻132 列伝第82
- 『新唐書』巻141 列伝第66